# Bastien Tronchon
Bastien Tronchon (født 23. marts 2002 i Chambéry) er en cykelrytter fra Frankrig, der er på kontrakt hos Decathlon-AG2R La Mondiale.